# أبو عمر الشيشاني
أبو عمر الشيشاني واسمه الحقيقي طرخان تيمورازوفيتش باتيرشفيلي (بالجورجية: თარხან ბათირაშვილი) وزير الحرب السابق وقائد القوات المسلحة في تنظيم الدولة الإسلامية (داعش)، وكان سابقًا رقيبًا في الجيش الجورجي. ولد عام 1986، في قرية بيركياني في جورجيا من الأب تيمور باتيراشفيلي والأم ليلى اخيشفيلي، أخوه الأكبر تماز. أعلن البنتاغون مقتله في 14 مارس 2016 بعدما أصيب في غارة جوية في ريف الشدادي التابعة للريف الحسكة، بينما لم يكن قد قُتِلَ حينها. وأعلنت وكالة أعماق التابعة لتنظيم الدولة الإسلامية مقتله في 10 يوليو 2016 في مدينة الشرقاط خلال مشاركته في صد الهجوم على مدينة الموصل.

## طفولته
ولد أبو عمر الشيشاني في عام 1986 في قرية بيركياني في جورجيا، لعائلة باتيرشفيلي المعتنقة للدين المسيحي. العائلة الأصغر هي عائلة فقيرة مكونة من الأب تيمور باتيراشفيلي مسيحي الديانة[ ؟ ]، وأمه مسلمة هي ليلى اخيشفيلي، الأخ الأكبر تماز وهو مقاتل إسلامي أيضاً. يظهر تنازع الأفكار جليا في حياته، فطبيعة القرية تغلب عليها الأرثوذكسية[ ؟ ]، وأمه مسلمة غير ملتزمة، وأبوه مسيحي، وأخوه سلفي. يوجد نقص في المعلومات عن طفولة الشيشاني ومعتقداته في ذلك الوقت؛ ولكن المعروف أنه تطوع في القوات الجورجية في إحدى سنين عمره.

## القوات الجورجية
قضى أبو عمر الشيشاني خدمته العسكرية الإجبارية في الجيش الجورجي، وبعد أن أنهى خدمته في ابخازيا المتنازع عليها بين روسيا وجورجيا، وقع الشيشاني عقدا في 1993 لينضم إلى الجيش الجورجي في كتيبة «الرماة». شارك الشيشاني في الحرب الشيشانية الاولى والثانية. تطوع الشيشاني في القوات المسلحة الجورجية عام 2006. حسب قائده في الجيش، «أن الشيشاني كان هادئا وله شعبية بين زملاءه وابتعد عن مناقشة الدين». ترقى سريعاُ في الجيش الجورجي، وفي عام 2008 ترأس الشيشاني وحدة أمنية تدعى سبيتزناز مهمّتها محاربة الجيش الروسي ورصد تحرّكاته. وتمت ترقيته لرقيب، وأصبح راتبه 700 دولار (وهو أكبر راتب وصل إليه أثناء تطوعه في الجيش). في عام 2010 تم تسريحه من الجيش بعدما أصيب بمرض السل. بعد قضاء فترة في المستشفى لإصابته بمرض السل.

## اعتقاله
في عام 2010 اعتقلته الشرطة الجورجية، بتهمة حيازة أسلحة بطريقة غير شرعية، وحكم عليه بالسجن 3 سنوات. في أوائل العام 2012 أُطلق سراحه بسبب تدهور حالته الصحية، بعد أن قضى 16 شهراً من عقوبة أصلية مدتها 3 سنوات. بعدما أفراج عنه بسبب حالته الصحية المتدهورة، ماتت أمه ليلى اخيشفيلي بمرض السرطان بعد مصارعتها للمرض عندما كان الشيشاني في السجن.

## الجهاد
كان الشيشاني يشرف على تسلل المقاتلين إلى چچنيا عبر مضيق پانكيسي بوظيفة رسمية من القوات المسلحة الجوجرية حتى سدت روسيا المضيق. وقد سُرّح من الخدمة، ليواصل القيام بدوره في تسلل المقاتلين، ولكن بدون منصب رسمي. ولتغطية خروجه من الجيش الجورجي، قيل أنه لم تتم مكافأته، وأنه لظروفه الصحية، حيث أصيب بمرض السل عام 2010، وسرح من الخدمة لذلك في يونيو من العام ذاته.

### سوريا

شعار جماعة جيش المهاجرين والانصار. التي قادها الشيشاني.

توجه الشيشاني إلى إسطنبول ثم وصل إلى الأراضي السورية بطريقة غير شرعية، للقتال ضد الحكومة السورية[ ؟ ]. قاد الشيشاني مجموعة «جيش المهاجرين والأنصار»، المجموعة كانت تتألف إلى حدّ كبير من المقاتلين الشيشان. في آب/أغسطس 2013، ظهرت براعته على أرض المعركة، عندما أثبت مقاتلوه أنهم جزء محوري في الاستيلاء على قاعدة منّغ الجوية، في شمال سورية. في تشرين الثاني/نوفمبر 2013، أعلن بيعته لـ «أبو بكر البغدادي». فأصبحت الجماعة لواءً في التنظيم ومن ثم تم إلغاء اللواء
بأمر من الخليفة وتشكيل ولايات الدولة الإسلامية. في عام 2014، قاد هجوم «تنظيم الدولة الإسلامية (داعش)» ضد جماعات إسلامية معادية في شرق محافظة دير الزور السورية، وتوسعت حينها المساحات التي يسيطر عليها التنظيم في محافظة دير الزور أو كما يسميها التنظيم «ولاية الخير» ليصبح قائداً رئيسياً ووزيرًا للحرب لقوات التنظيم بعد مقتل القائد السابق «أبو عبدالرحمن البيلاوي» في شهر يونيو 2014.

## عائلته
لأبي عمر الشيشاني عائلة أنشأها في جورجيا، ونقلها إلى سوريا. زوجته «عائشة» اسمها الاصلي سيدا دودوركيفا، هي ابنة الوزير السابق في الحكومة الشيشانية، آسو دودوركيفا، والذي تم إعفاءه من المنصب من قِبل الرئيس رمضان قديروف لدواعي أمنية تخص زواج ابنته سيدا من أبي عمر الشيشاني.